# Võros
Los võros (en võro: võrokõsõq) son un grupo subétnico de los estonios y un minoría lingüística autóctona del condado de Võru, en el sureste de Estonia. La mayoría de hablantes de võro son de nacionalidad estonia. 

## Etnónimo e identidad
El conocimiento de la lengua võro como fundamento básico de la identidad de los võros. Según la investigación, entre los residentes de Võrumaa que no hablan el idioma võro, solo el 3% se autodenominó võro. Sin embargo, se puede argumentar que haber nacido en la región histórica de Võrumaa y el origen de los padres también son de gran importancia para identificarse como võro. Los võros, así como también los setos, tienen un sentido de orgullo por su grupo de origen y su apego a él es significativamente más fuerte que otros estonios de otras regiones.

## Distribución geográfica

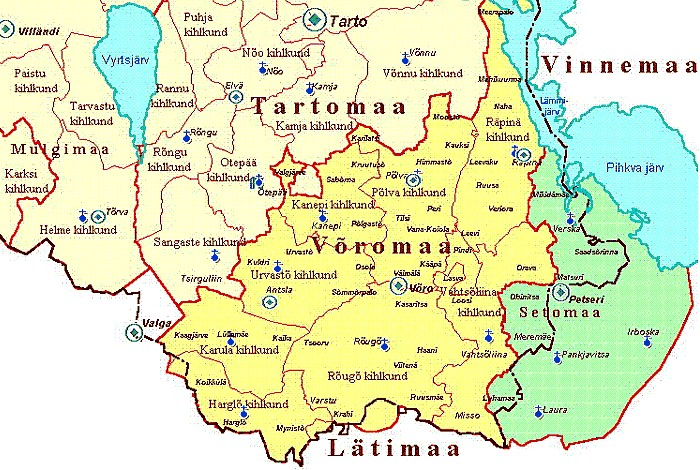
Territorio de los võros.

Los võros y los hablantes de su lengua se encuentran en las ocho parroquias del Võromaa histórico: Karula, Harglõ, Urvastõ, Rõugõ, Kanepi, Põlva, Räpinä y Vahtsõliina. Estas parroquias se concentran principalmente en los condados de Võru y Põlva, con algunas partes de los condados de Valga y Tartu.

## Historia
El arqueólogo estonio Heiki Valk escribe en 1997 que las diferencias claramente percibidas entre el norte y el sur de Estonia también se pueden observar en la Edad Media. Sobre la base de los hallazgos arqueológicos, es posible definir el comienzo de una nueva era en el área cultural del sur de Estonia ya en desde la mitad o la segunda mitad del siglo XIII, mientras que en el norte y el oeste de Estonia, la Edad Media como período arqueológico solo se remonta al último cuarto de siglo XIII o principio del siglo XIV. La característica principal y común de la cultura material del sur de Estonia en los siglos XIII-XVII es una abundancia de joyas que cobran protagonismo tanto en los cementerios, como en los hallazgos fortuitos y de tesoros. Más tarde, aparecen nuevas formas de joyería con una distribución pan-estonia, de origen urbano, pero su frecuencia es significativamente mayor en el sur de Estonia que en otros lugares. Además de la relativa abundancia de joyas en las tumbas, una característica importante de las costumbres funerarias del sur de Estonia es la costumbre continua de los entierros de cremación después de la conquista de la tierra y la cristianización, que ocurre raramente, pero aún está disperso por toda el área cultural. Al mismo tiempo, es costumbre en el condado de Võru enterrar a hombres y mujeres con la cabeza en direcciones opuestas (los hombres están enterrados con la cabeza hacia el oeste y suroeste, las mujeres hacia el este y noreste). 

Livonia en 1534, con las provincias de la Orden livonia numeradas.

En la Võrumaa medieval, hubo dos desarrollos sociales contrastantes más importantes en relación con la colonización. En primer lugar, a diferencia del norte y oeste de Estonia, donde algunos de los antiguos antepasados recibieron el estatus de vasallos menores después de la conquista, los nobles del sur de Estonia perdieron su posición y se fusionaron con el campesinado. Dado que no había una capa social intermedia en el sur de Estonia que transfiriera las costumbres de la nueva era a la población rural, la región en su conjunto permaneció mucho más anticuada en términos de cultura que las partes norte u oeste de Estonia. Hasta la época sueca, varios tipos de joyas con orígenes en la Edad Media siguieron siendo ampliamente utilizados, por ejemplo, pajitas de herradura y anillos en espiral. La gente del campo consideraba muy importante la antigua costumbre de enterrar a los muertos no en el patio de la iglesia, sino en cementerios de aldeas semipaganas, a menudo conectados a pequeñas capillas. Por otro lado, se puede ver que las áreas fronterizas más al sureste de Livonia, adyacentes a las propiedades de Pskov, probablemente mantuvieron su estatus especial en la diócesis de Tartu.  Como características arcaicas, las costumbres funerarias de Võrumaa han seguido siendo muy importantes hasta el día de hoy, por ejemplo, mucha comida funeraria y la costumbre única en Estonia de detener el tren fúnebre y cortar una cruz en el tronco de un árbol.
Para asegurar la lealtad de la población fronteriza, los nuevos señores concedieron a las comunidades locales una gran autonomía, que poco a poco fue desapareciendo hasta el siglo XV. En los primeros siglos después de la conquista, los habitantes de las zonas fronterizas pueden ser considerados como trabajadores independientes, cuyas funciones para con el terrateniente se limitaban al servicio militar y a informar a los centros sobre los acontecimientos que ocurrían en las zonas fronterizas.

## Idioma

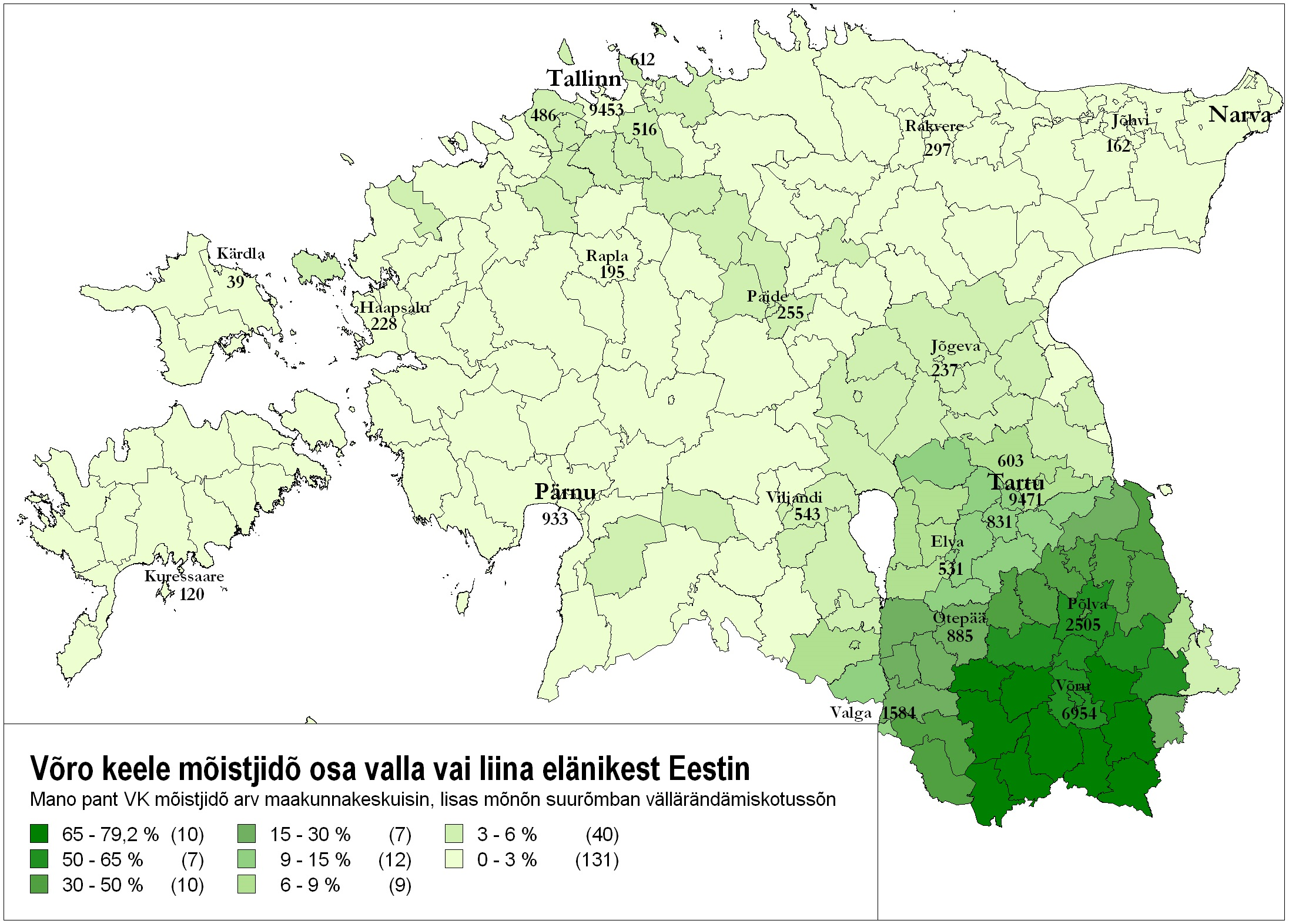
El porcentaje de hablantes de võro en los municipios estonios y el número en lugares de residencia más grandes según el censo de 2011

El võro,como el finés y el estonio, pertenece al grupo fino-bálticas de las lenguas ugrofinesas. El võro es considerado una lengua regional de Estonia y hoy en día sus hablantes reclaman mayor reconocimiento. Según el censo de 2011, 87.044 estonios hablaban võro.
En la antigüedad, el idioma võro se hablaba más en el sur y este de la histórica Võromaa, en las actuales Letonia y Rusia. Hoy, muchos hablantes de võro viven en Tallin, Tartu y el resto de Estonia.

## Demografía
Aproximadamente hay 70.000 võros por todo el mundo. Sin embargo, el grueso de los hablantes de võro, se encuentra en la región histórica de los võros (Võromaa) en el sureste de Estonia, cuyas fronteras serían delimitadas entre 1783 y 1920.

## Cultura
En muchos sentidos, la gente rural de Võrumaa todavía tiene en cuenta la opinión y las costumbres de la comunidad del pueblo, e incluso los võros considera que su genealogía es bastante importante. Todavía hay muchas costumbres antiguas en los pueblos, se han escrito muchas canciones y cuentos populares del condado de Võru.
Desde la década de 1990, el idioma y la cultura võru se han valorado más que antes, incluida la creación de una colección considerable de literatura en el idioma võru.

### Modo de vida
Los võros mantienen trabajos tradicionales (por ejemplo, hacer mantequilla, salchichas y morcillas, astillar techos, ordeñar vacas y esquilar ovejas). Tanto el trabajo tradicional de mujeres como de hombres, las artesanías y el trabajo relacionado con los animales son más conocidos y utilizados por quienes tienen una fuerte identidad

## Biografía
- Valk, A. (2000). Võrokeste identiteedist. K.Koreinik, J. Rahman (toim.) A kiilt rahvas kynõlõs. Võrokeste keelest, kommetest, identiteedist (lk. 39-56). Võru Instituut